# أصيل عابد
أصيل عابد (بالإنجليزية: Aseel Abed)‏؛ مواليد 9 نوفمبر 1999 في السعودية، هو لاعب كرة قدم سعودي يلعب لنادي الصفا.

## مسيرة اللاعب
بدأ في الفئات السنية في نادي الاتحاد وانضم لبرنامج الابتعاث السعودي لكرة القدم 2019 مع مجموعة من اللاعبين للابتعاث الخارجي لاكتساب الخبرات والمشاركة أمام فرق من مختلف الدرجات في إسبانيا وغيرها من الدول الأوروبية. وبعد أن إنتهى من برنامج الابتعاث في صيف 2021 أعير إلى نادي مليلية الإسباني و نادي الأخدود ولعب بعدها مع نادي الصفا.